# Oscar Roberto Domínguez Couttolenc

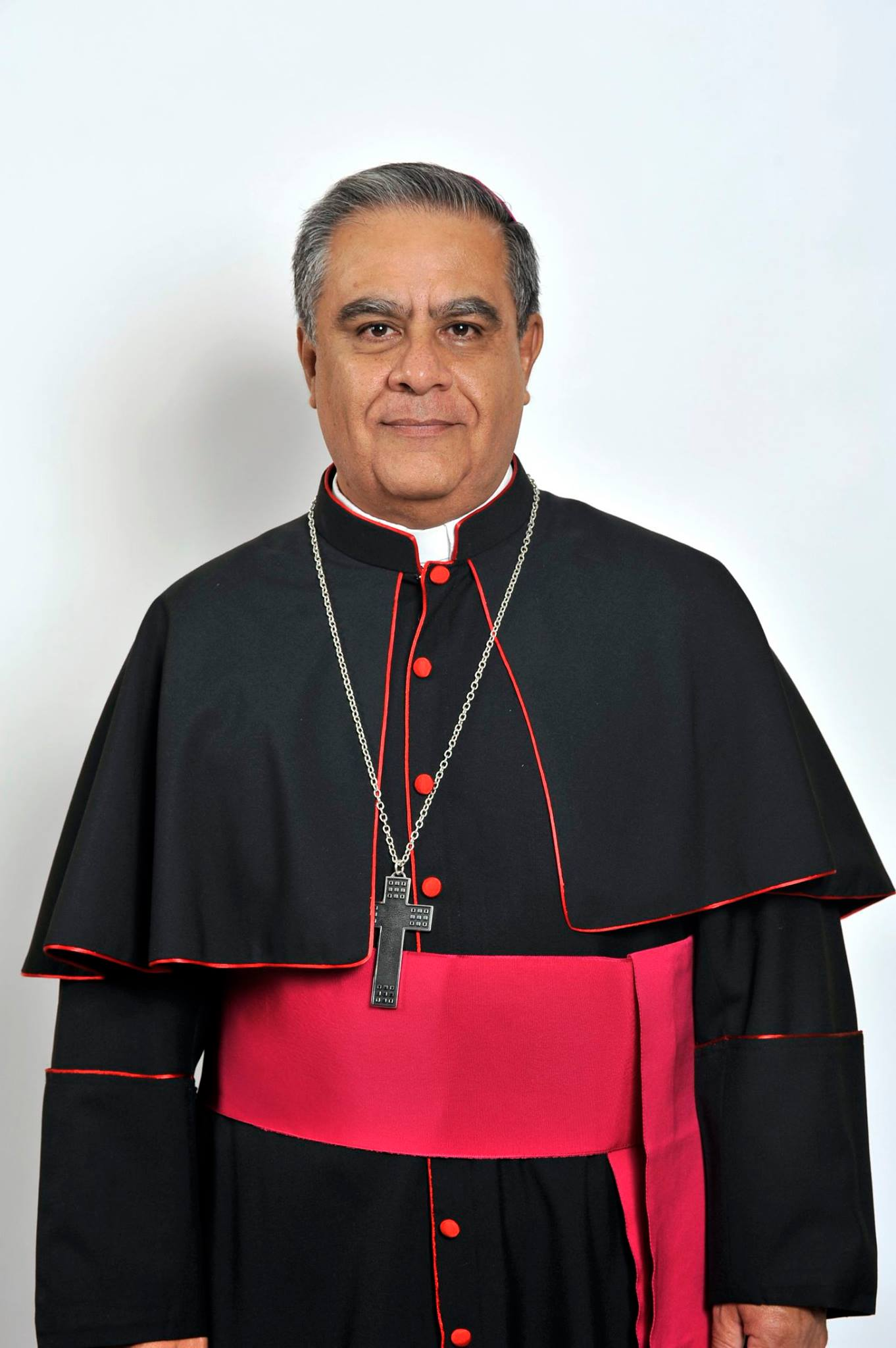
Oscar Roberto Domínguez Couttolenc (2024)

Wappen von Oscar Roberto Domínguez Couttolenc als Bischof von Ecatepec

Oscar Roberto Domínguez Couttolenc MG (* 13. Mai 1956 in Puebla) ist ein mexikanischer römisch-katholischer Ordensgeistlicher und Erzbischof von Tulancingo.

## Leben
Oscar Roberto Domínguez Couttolenc trat der Ordensgemeinschaft der Missionare von Guadalupe bei und legte 1982 die Profess ab. Er studierte Philosophie und Katholische Theologie an der Universidad Intercontinental in Mexiko-Stadt. Während seines Studiums war er Alumnus des ordenseigenen Priesterseminars der Missionare von Guadalupe. Am 11. August 1983 empfing er durch den Erzbischof von Puebla de los Ángeles, Rosendo Huesca Pacheco, das Sakrament der Priesterweihe.
Nach der Priesterweihe war Domínguez Couttolenc zunächst als Verantwortlicher für die Berufungspastoral und als Pfarrvikar der Pfarrei Santa María Madre de la Iglesia in Monterrey tätig. Daneben erwarb er nach weiterführenden Studien an der Universidad Intercontinental Lizenziate in den Fächern Philosophie und Katholische Theologie sowie an der Universidad La Salle in Mexiko-Stadt einen Master im Fach Bildungsmanagement. Von 1986 bis 1991 wirkte er als Missionar im Bistum Ngong in Kenia. Nach der Rückkehr in seine Heimat fungierte Domínguez Couttolenc von 1991 bis 2003 als Generalökonom der Missionare von Guadalupe. In dieser Zeit leitete er zudem die Verwaltung und die Rechtsabteilung der Universidad Intercontinental. Ab 2003 war er Generalvikar seiner Ordensgemeinschaft.
Papst Benedikt XVI. ernannte ihn am 27. März 2007 zum Bischof von Tlapa. Die Bischofsweihe spendete ihm der Erzbischof von Mexiko-Stadt, Norberto Kardinal Rivera Carrera, am 11. Juni desselben Jahres in der Kirche des Priesterseminars Tonantzin Guadalupe in Tlapa; Mitkonsekratoren waren Rosendo Huesca Pacheco, Erzbischof von Puebla de los Ángeles, und Alejo Zavala Castro, Bischof von Chilpancingo-Chilapa. Domínguez Couttolenc wählte den Wahlspruch Discípulo misionero („Missionarischer Jünger“).
Am 17. Juli 2012 bestellte ihn Papst Benedikt XVI. zum Bischof von Ecatepec. Die Amtseinführung erfolgte am 17. September desselben Jahres. Papst Franziskus ernannte ihn am 3. Juli 2024 zum Erzbischof von Tulancingo. Die Amtseinführung fand am 29. August desselben Jahres statt.
In der Mexikanischen Bischofskonferenz fungierte Domínguez Couttolenc zusätzlich als Generalökonom und gehörte dem Büro für die Errichtung neuer Bistümer und Kirchenprovinzen an. Später wurde er Mitglied des Rates für den Schutz von Kindern und schutzbedürftigen Menschen.